# Gonzalo Escobar (tenista)
Gonzalo Escobar (Manta, Ecuador; 20 de enero de 1989) es un jugador de tenis ecuatoriano. Sus mejores resultados los ha conseguido en dobles, donde llegó al puesto 38 del mundo el 15 de noviembre de 2021. En individuales alcanzó el puesto 218 del ranking ATP el 15 de junio de 2015.
Jugando para Ecuador en la Copa Davis, Escobar tiene un récord de 8 victorias y 7 derrotas.

## Carrera

### Categorías juveniles y torneos universitarios de EE. UU.
Se convirtió en campeón nacional en todas las categorías de edad de 10 a 16 años. Jugó en el Circuito Junior ITF, en el que ganaría el importante torneo Eddie Herr en la academia de Nick Bollettieri y alcanzaría el puesto 40 en el ranking mundial de la categoría. Durante ese período se lesionó un hombro y tuvo que permanecer inactivo durante 1 año y medio. En 2008 se mudó a Estados Unidos para estudiar en la Texas Tech University y se unió al equipo de tenis de la universidad, que compitió en los torneos universitarios de la NCAA. Allí permaneció durante 4 años con éxito, llegó a una final nacional de dobles de la NCAA y en 2012 fue incluido entre los All Americans. En 2013 se licenció en Economía. 

### 2018-2022: Tres títulos ATP de dobles y top 50
Junto con el uruguayo Ariel Behar, Escobar ganó dos títulos ATP 250, uno en Delray Beach y otro en Andalucía y alcanzó otras tres finales en la gira ATP en 2021. Ingresó al top 50 después de la final del Abierto de Serbia. Al término del 2021, alcanzaría el puesto 38, el ranking de dobles más alto de su carrera. 
En 2022, obtuvo su mejor participación en el Abierto de Australia, al llegar hasta semifinales de dobles mixto con la checa Lucie Hradecká, también alcanzó una cuarta final ATP y ganó su tercer título ATP 250 con Behar en el Abierto de Serbia derrotando a los principales cabezas de serie Mate Pavic y Nikola Mektic.

### 2023, dos título ATP
En la primera parte de 2023 jugó junto a Tomislav Brkić, con quien alcanzó la semifinal en Adelaide 1 y la tercera ronda en el Abierto de Australia. No consiguió grandes resultados con sus siguientes compañeros hasta junio, cuando empezó a jugar con Oleksandr Nedovyesov e inmediatamente alcanzaron dos finales, perdiendo la primera en 's-Hertogenbosch contra los número 2 del mundo Neal Skupski/Wesley Koolhof y ganando el Challenger de Ilkley. Volvieron a ser protagonistas al mes siguiente al ganar la final del ATP 250 de Båstad contra Francisco Cabral/Rafael Matos. También llegaron a la final en Kitzbühel en donde perdieron en dos sets ante Alexander Erler/Lucas Miedler. La pareja finalizó su temporada con un segundo título conseguido en el torneo de Sofía.

## Títulos ATP (6; 0+6)

### Dobles (6)
| Leyenda                         |
| Grand Slam (0)                  |
| ATP Wourld Tour Finals (0)      |
| ATP World Tour Masters 1000 (0) |
| ATP World Tour 500 (0)          |
| ATP World Tour 250 (6)          |

| N.º | Fecha                   | Torneo       | Superficie    | Pareja               | Oponentes en la final            | Resultado              |
| --- | ----------------------- | ------------ | ------------- | -------------------- | -------------------------------- | ---------------------- |
| 1.  | 13 de enero de 2021     | Delray Beach | Dura          | Ariel Behar          | Christian Harrison Ryan Harrison | 6-7(5), 7-6(4), [10-4] |
| 2.  | 11 de abril de 2021     | Marbella     | Tierra batida | Ariel Behar          | Tomislav Brkić Nikola Čačić      | 6-2, 6-4               |
| 3.  | 23 de abril de 2022     | Belgrado     | Tierra batida | Ariel Behar          | Nikola Mektić Mate Pavić         | 6-2, 3-6, [10-7]       |
| 4.  | 23 de julio de 2023     | Bastad       | Tierra batida | Aleksandr Nedovyesov | Francisco Cabral Rafael Matos    | 6-2, 6-2               |
| 5.  | 11 de noviembre de 2023 | Sofía        | Dura (i)      | Aleksandr Nedovyesov | Julian Cash Nikola Mektić        | 6-3, 3-6, [13-11]      |
| 6.  | 7 de abril de 2024      | Estoril      | Tierra batida | Aleksandr Nedovyesov | Sadio Doumbia Fabien Reboul      | 7-5, 6-2               |

#### Finalista (8)
| N.º | Fecha                 | Torneo           | Superficie    | Pareja               | Oponentes en la final               | Resultado              |
| --- | --------------------- | ---------------- | ------------- | -------------------- | ----------------------------------- | ---------------------- |
| 1.  | 7 de marzo de 2021    | Buenos Aires     | Tierra batida | Ariel Behar          | Tomislav Brkić Nikola Čačić         | 3-6, 5-7               |
| 2.  | 24 de abril de 2021   | Belgrado I       | Tierra batida | Ariel Behar          | Ivan Sabanov Matej Sabanov          | 3-6, 6-7(5)            |
| 3.  | 13 de junio de 2021   | Stuttgart        | Hierba        | Ariel Behar          | Marcelo Demoliner Santiago González | 6-4, 3-6, [8-10]       |
| 4.  | 15 de enero de 2022   | Adelaida II      | Dura          | Ariel Behar          | Neal Skupski Wesley Koolhof         | 6-7(5), 4-6            |
| 5.  | 25 de junio de 2022   | Mallorca         | Hierba        | Ariel Behar          | Rafael Matos David Vega Hernández   | 6-7(5), 7-6(6), [1-10] |
| 6.  | 17 de junio de 2023   | 's-Hertogenbosch | Hierba        | Aleksandr Nedovyesov | Wesley Koolhof Neal Skupski         | 6-7(1), 2-6            |
| 7.  | 5 de agosto de 2023   | Kitzbühel        | Tierra batida | Aleksandr Nedovyesov | Alexander Erler Lucas Miedler       | 4-6, 4-6               |
| 8.  | 25 de febrero de 2024 | Los Cabos        | Dura          | Aleksandr Nedovyesov | Max Purcell Jordan Thompson         | 5-7, 6-7(2)            |

## Finales de Futuros y Challengers

### Individuales: 14 (6–8)
| Leyenda (Singles)         |
| ------------------------- |
| ATP Challenger Tour (0-1) |
| ITF Futures Tour (6-7)    |

| Títulos por superficie |
| ---------------------- |
| Duro (2-5)             |
| Arcilla (4-3)          |
| Hierba (0-0)           |
| Alfombra (0-0)         |

| Resultado | W–L | Fecha              | Torneo                | Tier       | Superficie | Adversario             | Puntuación         |
| --------- | --- | ------------------ | --------------------- | ---------- | ---------- | ---------------------- | ------------------ |
| Finalista | 0–1 | Agosto de 2009     | Ecuador F1, Guayaquil | Futuros    | Duro       | Emilio Gómez           | 3–6, 2–6           |
| Finalista | 0–2 | Agosto de 2013     | Ecuador F1, Guayaquil | Futuros    | Arcilla    | Emilio Gómez           | 5–7, 6–7(3–7)      |
| Ganó      | 1–2 | Agosto de 2014     | Ecuador F1, Guayaquil | Futuros    | Arcilla    | Roberto Quiroz         | 6–2, 6–2           |
| Ganó      | 2–2 | Agosto de 2014     | Ecuador F2, Guayaquil | Futuros    | Duro       | Iván Endara            | 6–3, 7–5           |
| Ganó      | 3–2 | Agosto de 2014     | Ecuador F3, Quito     | Futuros    | Arcilla    | Jean-Yves Aubone       | 4–6, 7–6(7–5), 6–3 |
| Ganó      | 4–2 | Septiembre de 2014 | Ecuador F5, Quito     | Futuros    | Arcilla    | Mauricio Echazú        | 6–2, 6–1           |
| Finalista | 4–3 | Octubre de 2014    | Perú F8, Lima         | Futuros    | Arcilla    | Duilio Beretta         | 0–6, 4–6           |
| Ganó      | 5–3 | Agosto de 2015     | Canadá F7, Winnipeg   | Futuros    | Duro       | Fritz Wolmarans        | 7–6(7–4), 6–0      |
| Finalista | 5–4 | Septiembre de 2015 | Canadá F8, Calgary    | Futuros    | Duro       | Frank Dancevic         | 4–6, 3–6           |
| Ganó      | 6–4 | Mayo de 2017       | Italia F14, Frascati  | Futuros    | Arcilla    | Viktor Galović         | 6–1, 6–2           |
| Finalista | 6–5 | Septiembre de 2017 | Bolivia F1, La Paz    | Futuros    | Arcilla    | Juan Ignacio Galarza   | 6–6 ret.           |
| Finalista | 6–6 | Diciembre de 2017  | México F7, Metepec    | Futuros    | Duro       | Marc-Andrea Hüsler     | 3–6, 4–6           |
| Finalista | 6–7 | Diciembre de 2017  | México F8, Cancún     | Futuros    | Duro       | Lucas Catarina         | 4–6, 6–7(2–7)      |
| Finalista | 6–8 | Febrero de 2019    | Morelos, México       | Challenger | Duro       | Matías Franco Descotte | 1–6, 4–6           |

### Dobles: 33 (17-16)
| Leyenda (Dobles)           |
| -------------------------- |
| ATP Challenger Tour (9-10) |
| ITF Futures Tour (8-6)     |

| Títulos por superficie |
| ---------------------- |
| Duro (6-8)             |
| Arcilla (11-8)         |
| Hierba (0-0)           |
| Alfombra (0-0)         |

| Resultado | G-P   | Fecha              | Torneo                              | Tier       | Superficie | Pareja                    | Adversarios                               | Puntuación             |
| --------- | ----- | ------------------ | ----------------------------------- | ---------- | ---------- | ------------------------- | ----------------------------------------- | ---------------------- |
| Finalista | 0–1   | Junio de 2014      | EE. UU. F17, Ciudad de Oklahoma     | Futuros    | Duro       | Jesús Bandrés             | Mackenzie McDonald Martin Redlicki        | 6–4, 6–7(3–7), [8–10]  |
| Ganó      | 1–1   | Agosto de 2014     | Ecuador F1, Guayaquil               | Futuros    | Arcilla    | Jean-Yves Aubone          | Iván Endara Caio Silva                    | 7–6(8–6), 6–2          |
| Ganó      | 2–1   | Agosto de 2014     | Ecuador F3, Quito                   | Futuros    | Arcilla    | Rodrigo Sánchez           | Caio Silva Thales Turini                  | 6–1, 6–0               |
| Ganó      | 3–1   | Octubre de 2014    | Perú F8, Lima                       | Futuros    | Arcilla    | Emilio Gómez              | Eduardo Dischinger Tiago Lopes            | 6–3, 6–2               |
| Finalista | 3–2   | Agosto de 2015     | Canadá F7, Winnipeg                 | Futuros    | Duro       | Sora Fukuda               | Luis David Martínez Luis Patiño           | 4–6, 3–6               |
| Ganó      | 4–2   | Mayo de 2016       | EE. UU. F16, Tampa                  | Futuros    | Arcilla    | Roberto Quiroz            | Miomir Kecmanović Jonas Lütjen            | 6–4, 7–6(7–4)          |
| Finalista | 4–3   | Septiembre de 2016 | Barranquilla, Colombia              | Challenger | Arcilla    | Roberto Quiroz            | Alejandro Falla Eduardo Struvay           | 4–6, 5–7               |
| Finalista | 4–4   | Noviembre de 2016  | Bogotá, Colombia                    | Challenger | Arcilla    | Ariel Behar               | Marcelo Arévalo Sergio Galdós             | 4–6, 1–6               |
| Finalista | 4–5   | Enero de 2017      | EE. UU. F5, Weston                  | Futuros    | Arcilla    | Luis David Martínez       | Facundo Argüello Juan Ignacio Londero     | 4–6, 7–6(7–1), [12–14] |
| Finalista | 4–6   | Junio de 2017      | Italia F15, Reggio Emilia           | Futuros    | Arcilla    | Alexander Centenari       | Grzegorz Panfil Ante Pavić                | 1–6, 6–7(4–7)          |
| Finalista | 4–7   | Noviembre de 2017  | México F6, Monterrey                | Futuros    | Duro       | Federico Zeballos         | Marc-Andrea Hüsler Jessy Kalambay         | 6–7(5–7), 4–6          |
| Ganó      | 5–7   | Diciembre de 2017  | México F7, Metepec                  | Futuros    | Duro       | Manuel Sánchez            | John Paul Fruttero Thai-Son Kwiatkowski   | 6–3, 6–3               |
| Ganó      | 6–7   | Diciembre de 2017  | México F8, Cancún                   | Futuros    | Duro       | Bruno Sant'Anna           | Boris Arias Federico Zeballos             | 1–6, 6–3, [10–4]       |
| Ganó      | 7–7   | Marzo de 2018      | Croacia F2, Poreč                   | Futuros    | Arcilla    | Bruno Sant'Anna           | Ivan Sabanov Matej Sabanov                | 6–4, 5–7, [11–9]       |
| Ganó      | 8–7   | Abril de 2018      | León, México                        | Challenger | Duro       | Manuel Sánchez            | Bradley Mousley John-Patrick Smith        | 6–4, 6–4               |
| Finalista | 8–8   | Junio de 2018      | Rumanía F2, Bacău                   | Futuros    | Arcilla    | Gábor Borsos              | Franco Agamenone Hernán Casanova          | 2–6, 3–6               |
| Finalista | 8–9   | Jul 2018           | Milán, Italia                       | Challenger | Arcilla    | Fernando Romboli          | Julian Ocleppo Andrea Vavassori           | 6–4, 1–6, [9–11]       |
| Finalista | 8–10  | Jul 2018           | Recanati, Italia                    | Challenger | Duro       | Fernando Romboli          | Gong Maoxin Zhang Ze                      | 6–2, 6–7(5–7), [8–10]  |
| Campeón   | 9–10  | Agosto de 2018     | Italia F21, Bolzano                 | Futuros    | Arcilla    | Hernán Casanova           | Wilson Leite Bruno Sant'Anna              | 7–5, 6–2               |
| Finalista | 9–11  | Septiembre de 2018 | Colón, EE. UU.                      | Challenger | Duro (i)   | Roberto Quiroz            | Peter Polansky Tommy Paul                 | 3–6, 3–6               |
| Finalista | 9–12  | Octubre de 2018    | Lima, Perú                          | Challenger | Arcilla    | Ariel Behar               | Guido Andreozzi Guillermo Durán           | 6–2, 6–7(5–7), [5–10]  |
| Finalista | 9–13  | Febrero de 2019    | Morelos, México                     | Challenger | Duro       | Luis David Martínez       | André Göransson Marc-Andrea Hüsler        | 3–6, 6–3, [9–11]       |
| Finalista | 9–14  | Mayo de 2019       | Puerto Vallarta, México             | Challenger | Duro       | Luis David Martínez       | Matt Reid John-Patrick Smith              | 6–7(10–12), 3–6        |
| Ganó      | 10-14 | Mayo de 2019       | Jerusalem, Israel                   | Challenger | Duro       | Ariel Behar               | Evan King Julian Ocleppo                  | 6–4, 7–6(7–5)          |
| Finalista | 10–15 | Junio de 2019      | Parma, Italia                       | Challenger | Arcilla    | Ariel Behar               | Laurynas Grigelis Andrea Pellegrino       | 6–1, 3–6, [7–10]       |
| Ganó      | 11-15 | Jul 2019           | Praga, República Checa              | Challenger | Arcilla    | Ariel Behar               | Andrey Golubev Aleksandr Nedovyesov       | 6–7(4–7), 7–5, [10–8]  |
| Ganó      | 12-15 | Septiembre de 2019 | Genoa, Italia                       | Challenger | Arcilla    | Ariel Behar               | Guido Andreozzi Andrés Molteni            | 3–6, 6–4, [10–3]       |
| Ganó      | 13-15 | Octubre de 2019    | Santo Domingo, República Dominicana | Challenger | Arcilla    | Ariel Behar               | Orlando Luz Luis David Martínez           | 6–7(5–7), 6–4, [12–10] |
| Ganó      | 14-15 | Octubre de 2019    | Lima, Perú                          | Challenger | Arcilla    | Ariel Behar               | Felipe Meligeni Alves Luis David Martínez | 2–6, 6–2, [3–10]       |
| Ganó      | 15-15 | Noviembre de 2019  | Guayaquil, Ecuador                  | Challenger | Arcilla    | Ariel Behar               | Pedro Sakamoto Thiago Seyboth Wild        | 7–6(7–4), 7–6(7–5)     |
| Finalista | 15-16 | Noviembre de 2019  | Houston, EE. UU.                    | Challenger | Duro       | Ariel Behar               | Jonathan Erlich Santiago González         | 3–6, 6–7(4–7)          |
| Ganó      | 16-16 | Enero de 2020      | Bangkok, Tailandia                  | Challenger | Duro       | Miguel Ángel Reyes-Varela | Zhang Ze Gong Maoxin                      | 6-3, 6-3               |
| Ganó      | 17-16 | Enero de 2020      | Newport Playa, EE. UU.              | Challenger | Duro       | Ariel Behar               | Antonio Šančić Tristan-Samuel Weissborn   | 6–2, 6-4               |

## Resultados de los principales torneos

### Dobles
| Torneos de Grand Slam       |    |    |    |    |    |    |
| Australian Open             | A  | 1R | 3R | 3R | 1R | A  |
| Roland Garros               | 1R | 1R | 2R | 1R | 2R | A  |
| Wimbledon                   | ND | 3R | 1R | 1R | 1R |    |
| US Open                     | A  | 1R | 3R | 1R | 1R |    |
| ATP Masters 1000            |    |    |    |    |    |    |
| Indian Wells                | ND | 1R | 1R | A  | A  | A  |
| Miami                       | ND | A  | 1R | 1R | A  | A  |
| Montecarlo                  | ND | 2R | 2R | A  | A  | A  |
| Madrid                      | ND | A  | 1R | A  | 2R | A  |
| Roma                        | A  | 2R | CF | A  | A  | A  |
| Canadá                      | ND | 1R | CF | A  | A  |    |
| Cincinnati                  | A  | 2R | A  | A  | A  |    |
| Shanghái                    | ND | ND | ND | 2R | A  |    |
| París                       | A  | 2R | 1R | 1R | A  |    |
| Juegos Olímpicos            |    |    |    |    |    |    |
| Juegos Olímpicos            | ND | A  | ND | ND | A  | ND |
| Estadísticas                |    |    |    |    |    |    |
| Títulos por año             | 0  | 2  | 1  | 2  | 1  |    |
| clasificación de fin de año | 69 | 39 | 40 | 51 | 62 |    |